# Real Seminario de San Carlos Borromeo (Zaragoza)
El Real Seminario de San Carlos Borromeo es una de las más antiguas instituciones educativas de Zaragoza.

## Historia
A finales del siglo XVI d. C. se construye sobre el solar de la Sinagoga Mayor medieval de Zaragoza el Colegio, claustro e Iglesia de la Inmaculada, perteneciente a los jesuitas. Aquí vivió en sus celdas y enseñó, desde su cátedra de Sagradas Escrituras, Baltasar Gracián.
Tras la expulsión de la Compañía de Jesús en 1767 se convierte en el Real Seminario de San Carlos Borromeo en honor a Carlos III.
Del conjunto monumental, merece la pena destacar el claustro cuadrado construido en los siglos XVII al XVIII, que también es de ladrillo. El refectorio está azulejado con cerámica de Valencia. La escalera, del siglo XVII d. C., también está azulejada con un arrimadero y además está cubierta con una cúpula barroca muy adornada.
En el complejo se encuentra la iglesia del Real Seminario de San Carlos Borromeo con fachada de ladrillo, restaurada en el siglo XVII d. C. tras sufrir un incendio, y cuyo interior barroco es el más suntuoso y espectacular de la ciudad.
La magnífica biblioteca que reunió el político ilustrado Manuel de Roda se conserva en el Real Seminario.